# Anna Taylor
Anna Grace Taylor, née le 7 août 1991 à Taupo, est une paracycliste néo-zélandaise spécialiste du cycliste sur piste. Elle est médaillée d’argent aux Jeux paralympiques d'été de 2024.

## Biographie

### Jeunesse
Anna Taylor naît à Taupo sur l’Île du Nord de la Nouvelle-Zélande où elle y passe une partie de son enfance avant de devenir pensionnaire de l’école Saint-Peter de Cambridge. Elle quitte ensuite sa terre natale pour les États-Unis grâce à une bourse d’étude, elle intègre ainsi l’université d'État de l'Oregon. Taylor est depuis son enfance une grande sportive et pratique à haut niveau l’aviron. Après avoir vaincu un cancer de la typhoïde, elle remporte plusieurs compétitions nationales dans sa discipline.

### Handicap
Taylor est classée en catégorie C4 à la suite d'un syndrome de la queue de cheval en 2016 où un grave prolapsus discal avait comprimé sa moelle épinière. Ellle souffre aujourd'hui d'une faiblesse de la jambe gauche et d'une faiblesse mineure de la jambe droite.

### Carrière sportive
Après son opération de 2016, Taylor s’essaye d’abord à la natation avant de se concentrer sur le cyclisme sur piste à partir de 2018.
Anna Taylor fait ses débuts en compétitions internationales lors des championnats du monde de paracyclisme sur piste 2019. Deux ans plus tard, elle participe à ses premiers Jeux paralympiques, à Tokyo. Durant la compétition, elle termine 5e du 3 000 mètres individuel C4 et bat l’ancien record du monde. Ce record est cependant battu par quatre autres athlètes avec de meilleurs temps. 
En 2022 à Saint-Quentin-en-Yvelines, elle glane deux médailles de bronze sur l’Omnium et le 500 mètres, remportant ses premières médailles sur des championnats du monde. L’année suivante, elle devient championne du monde de l’Omnium C4. Enfin, elle gagne deux autres médailles, une d’argent et une de bronze, sur les championnats du monde 2024 en battant un record national sur le 500 mètres. Cette même année, elle remporte la médaille d’argent de la poursuite C4 lors des Jeux paralympiques de Paris.

### Vie privée
Anna Taylor vie à Cambridge en Nouvelle-Zélande.

## Palmarès sur piste handisport

### Jeux paralympiques
- Jeux paralympiques d'été de 2024
  -  Médaille d’argent de la poursuite C4

### Championnats du monde
- Championnats du monde de paracyclisme sur piste 2022
  -  Médaille de bronze du 500 mètres C4
  -  Médaille de bronze de l’Omnium C4
- Championnats du monde de paracyclisme sur piste 2023
  -  Médaille d’or de l’Omnium C4
- Championnats du monde de paracyclisme sur piste 2024
  -  Médaille d’argent du 500 mètres C4
  -  Médaille de bronze de l’Omnium C4